# OTI 1976
La V edición del Gran Premio de la Canción Iberoamericana o el Festival de la OTI fue llevada a cabo por segunda vez en el Teatro Juan Ruiz de Alarcón de Acapulco, el 30 de octubre de 1976, teniendo como presentadores a Raúl Velasco y a la actriz Susana Dosamantes.

## Desarrollo
En este festival se destacan las participaciones del chileno José Alfredo Fuentes, por segunda vez en la historia del Festival de la OTI; la brasileña Denisse de Kalafe, quien dos años más tarde, en el Festival de la OTI 1978, que alcanzaría el primer lugar representando a su país; y de la cantautora española María Ostiz, quien gozaría de gran éxito en su país. 
Como anécdota, se puede mencionar que Chile, que debía votar en el último lugar, hasta en los últimos momentos se hallaba en primer lugar en la tabla de puntuación, sin embargo, los votos de la televisión chilena fueron dados a España y Venezuela, dejando al país suramericano en el tercer lugar.
La intérprete española  recogió el premio vestida con pantalones vaqueros y camiseta, algo inédito en toda la historia del certamen. Su justificación al recoger el premio fue que se cambió de vestido para irse al hotel cuando vio que sus compañeros eran muy buenos. Sin embargo, ante la prensa española María Ostiz explicó que se cambió de vestido fue por el calor que hacía en Acapulco ya que su traje era de crepe de seda y se quedaba pegado al cuerpo; según declaró a La Vanguardia, durante las votaciones que estuvo en su camerino y "Me cambié casi sin darme cuenta y de pronto me llamaron para decirme que había ganado".
Como se ha indicado, España se alzó con el primer lugar con el tema Canta, cigarra, seguido por el destacado conjunto Las Cuatro Monedas con el tema Soy en representación a Venezuela, y por último a José Alfredo Fuentes con el tema Era solo un chiquillo en representación a Chile.

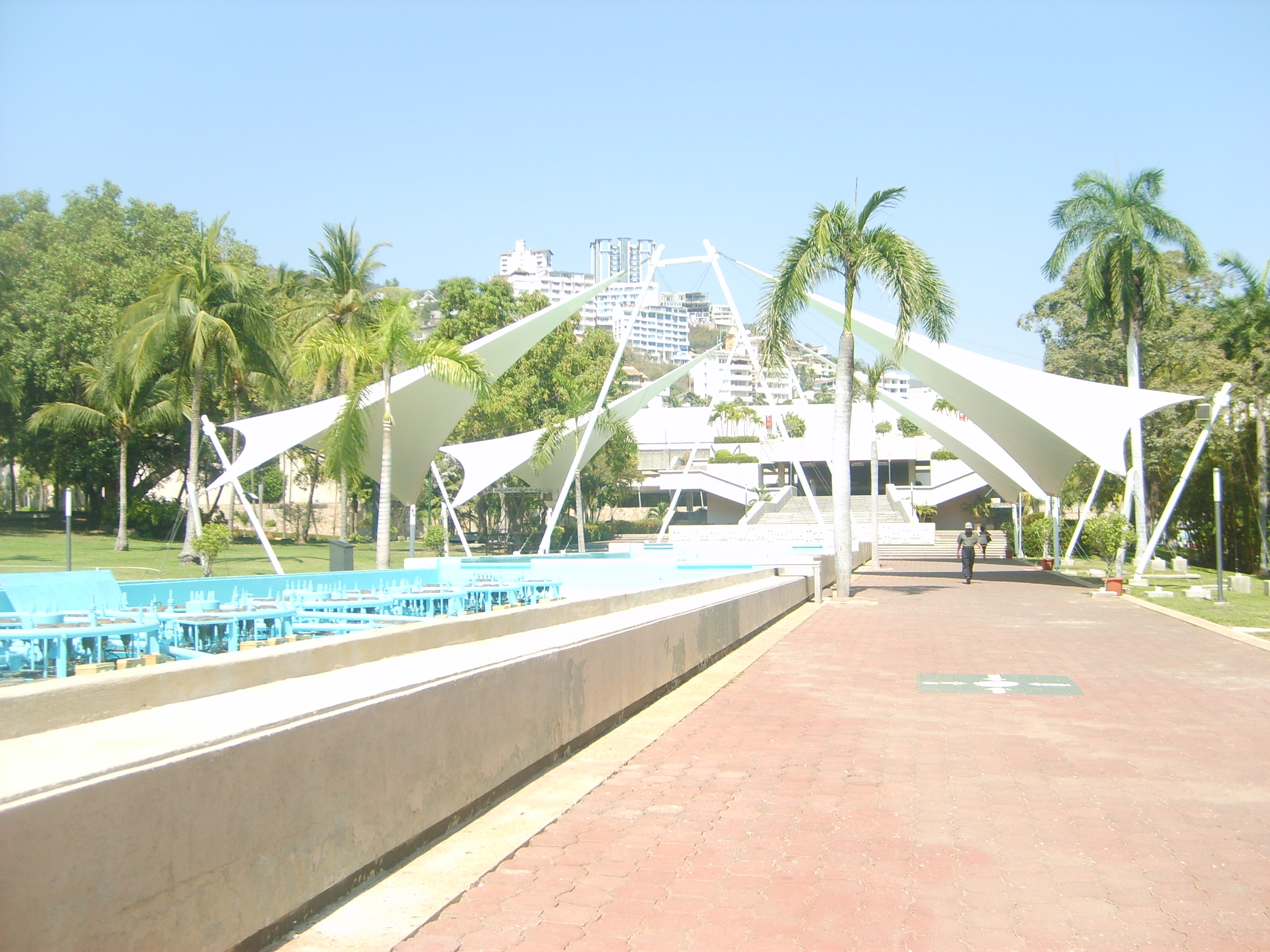
El Teatro Juan Ruiz de Alarcón, ubicado en el Centro Internacional Acapulco, sede del Festival OTI de la Canción de 1976.

## Participantes
| País                  | Título de la canción              | Título de la canción              |
| País                  | Artista                           | Idioma                            |
| --------------------- | --------------------------------- | --------------------------------- |
| Antillas Neerlandesas | «Mi primer criollo»               | «Mi primer criollo»               |
| Antillas Neerlandesas | Jaffy Brokkly                     | Español                           |
| Argentina             | «Cómo olvidar que te quise tanto» | «Cómo olvidar que te quise tanto» |
| Argentina             | Adriana Santamaría                | Español                           |
| Brasil                | «María de las flores»             | «María de las flores»             |
| Brasil                | Denisse de Kalafe                 | Portugués / Español               |
| Chile                 | «Era solo un chiquillo»           | «Era solo un chiquillo»           |
| Chile                 | José Alfredo Fuentes              | Español                           |
| Colombia              | «Son de tambores»                 | «Son de tambores»                 |
| Colombia              | Amparito                          | Español                           |
| Costa Rica            | «Patria»                          | «Patria»                          |
| Costa Rica            | Félix Ángel Lobo                  | Español                           |
| Ecuador               | «Esos veinte años»                | «Esos veinte años»                |
| Ecuador               | Tito del Salto                    | Español                           |
| El Salvador           | «Tú que no mueres en la muerte»   | «Tú que no mueres en la muerte»   |
| El Salvador           | Walter Salvador Bautista          | Español                           |
| España                | «Canta, cigarra»                  | «Canta, cigarra»                  |
| España                | María Ostiz                       | Español                           |
| Estados Unidos        | «Sangre antigua»                  | «Sangre antigua»                  |
| Estados Unidos        | Carmen Moreno                     | Español                           |
| Guatemala             | «Qué haré sin ti»                 | «Qué haré sin ti»                 |
| Guatemala             | Hugo Leonel Vaccaro               | Español                           |
| Honduras              | «Por cantarle al mar»             | «Por cantarle al mar»             |
| Honduras              | Wilson Reynoot                    | Español                           |
| México                | «De que te quiero, te quiero»     | «De que te quiero, te quiero»     |
| México                | Gilberto Valenzuela               | Español                           |
| Nicaragua             | «De sol a sol»                    | «De sol a sol»                    |
| Nicaragua             | Peter Vivas                       | Español                           |
| Panamá                | «Gracias amor»                    | «Gracias amor»                    |
| Panamá                | Pablo Azael                       | Español                           |
| Perú                  | «Quiero salir al sol»             | «Quiero salir al sol»             |
| Perú                  | Fernando Llosa                    | Español                           |
| Puerto Rico           | «Quien»                           | «Quien»                           |
| Puerto Rico           | Edward                            | Español                           |
| Uruguay               | «Otra vez cantaré»                | «Otra vez cantaré»                |
| Uruguay               | Ronald                            | Español                           |
| Venezuela             | «Soy»                             | «Soy»                             |
| Venezuela             | Las Cuatro Monedas                | Español                           |

## Resultados
| #                                                     | País                  | Artista(s)               | Canción                         | Idioma                 | Lugar | Puntos |
| ----------------------------------------------------- | --------------------- | ------------------------ | ------------------------------- | ---------------------- | ----- | ------ |
| 1                                                     | Ecuador               | Tito del Salto           | Esos veinte años                | Castellano             | 15    | 1      |
| 2                                                     | Nicaragua             | Peter Vivas              | De sol a sol                    | Castellano             | 8     | 3      |
| 3                                                     | Panamá                | Pablo Azael              | Gracias amor                    | Castellano             | 8     | 3      |
| 4                                                     | Antillas Neerlandesas | Jaffy Brokkly            | El primer criollo               | Castellano             | 13    | 2      |
| 5                                                     | Brasil                | Denisse de Kalafe        | María de las flores             | Portugués / Castellano | 4     | 9      |
| 6                                                     | México                | Gilberto Valenzuela      | De que te quiero, te quiero     | Castellano             | 6     | 8      |
| 7                                                     | Guatemala             | Hugo Leonel Vaccaro      | Qué haré sin ti                 | Castellano             | 8     | 3      |
| 8                                                     | Chile                 | José Alfredo Fuentes     | Era solo un chiquillo           | Castellano             | 3     | 12     |
| 9                                                     | Uruguay               | Ronald                   | Otra vez cantaré                | Castellano             | 7     | 7      |
| 10                                                    | Colombia              | Amparito                 | Son de tambores                 | Castellano             | 4     | 9      |
| 11                                                    | Argentina             | Adriana Santamaría       | Cómo olvidar que te quise tanto | Castellano             | 8     | 3      |
| 12                                                    | El Salvador           | Walter Salvador Bautista | Tú que no mueres en la muerte   | Castellano             | 15    | 1      |
| 13                                                    | Estados Unidos        | Carmen Moreno            | Sangre antigua                  | Castellano             | 19    | 0      |
| 14                                                    | Venezuela             | Las Cuatro Monedas       | Soy                             | Castellano             | 2     | 13     |
| 15                                                    | Perú                  | Fernando Llosa           | Quiero salir al sol             | Castellano             | 15    | 1      |
| 16                                                    | Honduras              | Wilson Reynoot           | Por cantarle al mar             | Castellano             | 8     | 3      |
| 17                                                    | Costa Rica            | Félix Ángel Lobo         | Patria                          | Castellano             | 13    | 2      |
| 18                                                    | España                | María Ostiz              | Canta, cigarra                  | Castellano             | 1     | 14     |
| 19                                                    | Puerto Rico           | Edward                   | Quién                           | Castellano             | 15    | 1      |
| Lugar: Teatro Juan Ruiz de Alarcón - Acapulco, México |                       |                          |                                 |                        |       |        |